# Côney
Der Côney ist der erste nennenswerte linke Nebenfluss der oberen Saône in Frankreich. Das Einzugsgebiet des rund 55 Kilometer langen Flusses beträgt 317 km².

## Verlauf
Der Fluss entspringt in der Vôge, einem Hochplateau zwischen den Südvogesen und den Monts Faucilles auf einer Höhe von ca. 410 Metern über dem Meer. Die Quelle bei Lion Faing in der Gemeinde Dounoux im Süden des Départements Vosges liegt nur fünf Kilometer von der Mosel bei Épinal entfernt. Diese Tatsache und die geografischen Gegebenheiten der hier relativ niedrigen und leicht zu querenden Europäischen Hauptwasserscheide ließen schon früh Pläne zum Bau eines Kanals entstehen, der von der Rhône über die kanalisierte Saône zur Mosel und somit zum Rhein führt. Die Pläne wurden mit dem Canal des Vosges verwirklicht, der 1884 eröffnet wurde.
Von der Quelle bis zur Mündung fließt der Côney in südwestlicher Richtung und passiert zunächst die Gemeinden Uriménil und Uzemain. Ab Flusskilometer 17 begleitet der Canal des Vosges den Côney an der rechten Seite bis zur Mündung in die Saône nahe der Gemeinde Corre auf einer Höhe von 221 m über dem Meer. Der Kanal steigt dabei in 27 Schleusen um 83 Meter ab. Zwei Drittel des Flusslaufes liegen auf Seite der Region Grand Est, der untere Abschnitt in der Region Bourgogne-Franche-Comté, im Département Haute-Saône.
Im Einzugsbereich des Côney liegen das Thermalbad Bains-les-Bains sowie die Kleinstadt Xertigny.

## Nebenflüsse
(über 10 Kilometer Länge)
- Ruisseau L’Aitre
- Ruisseau Le Bagnerot
- Ruisseau de Buzegney
- Ruisseau de Cone
- Ruisseau de Gruey
- Ruisseau du Morillon
- Ruisseau La Morte-Eau
- Ruisseau des Sept Pecheurs